# 美洲鹮属
美洲鹮属为鵜形目鹮科下的一个屬。牠们分布于美洲热带与亚热带，現下屬兩個物種。

## 命名歷史
本屬由德國鳥類學家約翰·格奧爾格·瓦格勒於1832年建立。其模式種由德國鳥類學家安東·賴歇諾於1877年指定為美洲紅鹮。其屬名來自於古希臘語，意指「輝煌的」。

## 下屬物種
本屬包含以下物種：
- 美洲白鹮 Eudocimus albus (Linnaeus, 1758)
- 美洲红鹮 Eudocimus ruber (Linnaeus, 1758)

## 外部連結
- 维基共享资源上的相關多媒體資源：美洲鹮属
- 維基物種上的相關：美洲鹮属